# Вопрос (собрания)
Вопрос в работе общественного собрания это формальное предложение одного из участников к собранию принять то или иное решение. С помощью постановки и решения вопросов собрание выполняет свои основные цели и задачи. Решаемые вопросы могут служить не только основным задачам собрания но и вспомогательным, касающимся порядка и организации работы собрания.

## Классификация вопросов
Правила регламента Роберта подразделяют вопросы на пять категорий:
1. Основные вопросы, те, которые могут быть поставлены перед собранием если нет других вопросов, требующих рассмотрения.
2. Вспомогательные вопросы, влияющие на основной рассматриваемый вопрос.
3. Побочные вопросы, влияющие на правила и процедуру, не связанные напрямую с основным рассматриваемым вопросом.
4. Внеочередные вопросы, касающиеся проблем, требующих немедленного решения, даже если при этом будет прервано текущее рассмотрение.
5. Возврат вопросов для повторного рассмотрения собранием.

Регламент Государственной Думы различает
1. Очередные вопросы, рассматриваемые согласно повестке дня.
2. Внеочередные вопросы, определенные специальным перечнем в регламенте.[2]
3. Процедурные вопросы, касающиеся правил и порядка проведения заседания.[3]
4. Повторное рассмотрение законопроектов.

## Предложение вопроса к рассмотрению
Как правило, любой из членов общественного собрания может предложить для рассмотрения любой вопрос. Для этого член собрания должен вначале обратиться к председателю собрания за разрешением говорить. Это разрешение называется "предоставление слова" и необходимо в большинстве случаев, за исключением некоторых внеочередных и экстренных вопросов. Как правило, председатель разрешает участнику говорить формулировкой "Слово предоставляется..." и далее называет имя участника.
Когда инициатор вопроса получает слово, он предлагает для рассмотрения вопрос, как правило, предваряя его формулировками вида "предлагаю рассмотреть вопрос" или "прошу принять к рассмотрению вопрос". Например, на совещании совета директоров один из директоров может, взяв слово, сказать: "Прошу рассмотреть вопрос об открытии Краснодарского филиала компании."
Согласно некоторым регламентам, для того, чтобы вопрос был принят к рассмотрению собранием, он обязательно должен быть поддержан хотя бы еще одним участником собрания. Другие регламенты, в частности регламент Госдумы РФ, такой поддержки для вопросов не требуют.